# Clatell

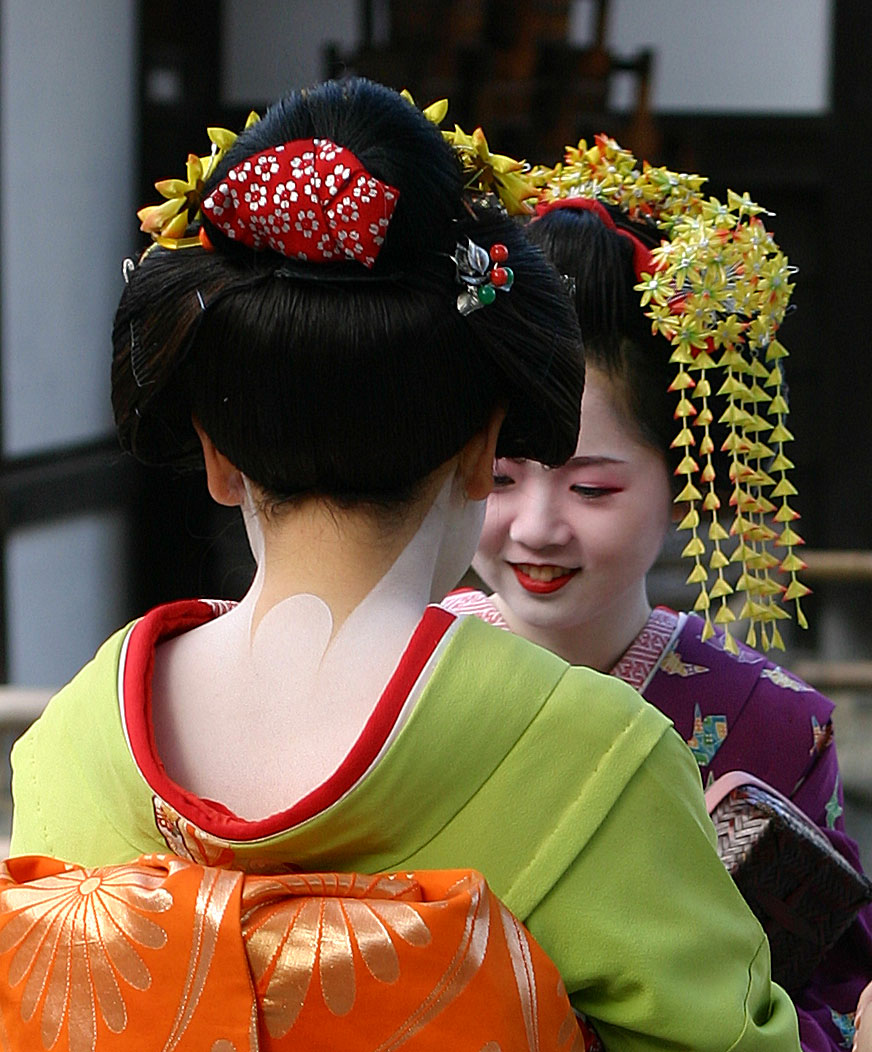
Nuca

El bescoll, batcoll, clatell, clotell, nuca, tos o més cultament, occípit és la part posterior del coll. En anatomia topogràfica, la delimiten per dalt una línia que passa per l'occípit (protuberància de l'os occipital) i per baix una altra que passa per l'apòfisi espinosa de la setena vèrtebra cervical (que fa un bony per la part baixa del coll i per darrere). L'esquelet del clatell és format per les vèrtebres cervicals, que són recobertes per nombrosos músculs disposats en diferents plans musculars. En molts mamífers, el clatell és un lloc on la pell del coll es laxa, una zona poc sensible de la pell perquè la mare pugui portar els seus petits, mantenint el coll entre les dents.
La nuca és de vegades un objectiu de pírcing. En la cultura tradicional japonesa, el clatell (conegut en l'idioma japonès com unaji 项) va ser una de les poques zones del cos (excepte la cara i les mans) que va deixar al descobert el vestit de la dona. El clatell d'una dona produïa (i produeix) una forta atracció a molts homes japonesos.